# Arne Friedrich
Arne Friedrich (Bad Oeynhausen, 29 de maio de 1979) é um ex-futebolista alemão. Seu último clube foi o Chicago Fire.
Sua posição de origem é a de zagueiro, mas também atuou na lateral-direito.
Foi titular nas duas Copas do Mundo de 2006 e 2010, jogando pela seleção alemã.

## Carreira

### Clubes

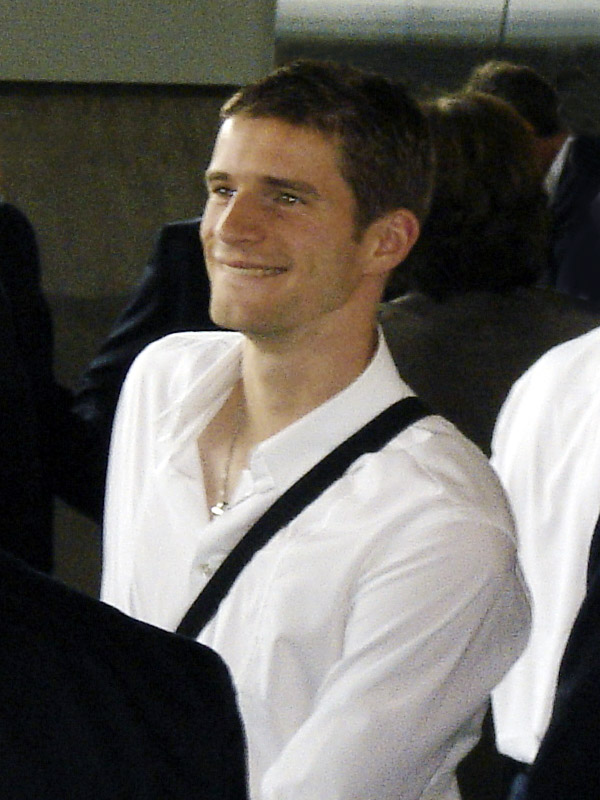
Arne Friedrich.

Em 2000, Friedrich assinou seu primeiro contrato profissional com o Arminia Bielefeld, e rapidamente conquistou sua vaga na equipe titular. 
Em 2002, após dois anos jogando na segunda divisão pelo Bielefeld, Friedrich foi contratado pelo Hertha Berlin, uma das equipes mais fortes da Alemanha. 
Dois anos mais tarde, já consagrado no clube, e sendo convocado para a seleção alemã, Friedrich foi nomeado o capitão do time, pelo treinador Falko Götz.
Em julho de 2010, foi contratado pelo Wolfsburg, após o rebaixamento do Hertha Berlin. Friedrich assinou três anos de contrato, por 2 milhões de euros.
Em Março de 2012, Arne assinou contrato com o Chicago Fire.

### Seleção Alemã
Após passagens pela seleção sub-21, Friedrich estreou pela seleção principal no dia 21 de agosto de 2002, contra a Bulgária.
Seu primeiro torneio disputado com a seleção foi a Eurocopa de 2004, e Friedrich foi titular nas três partidas disputadas pela Alemanha no torneio.
Em 2005 foi convocado para a disputa da Copa das Confederações, e após a lesão de Andreas Hinkel, passou a ser escalado como lateral-direito.

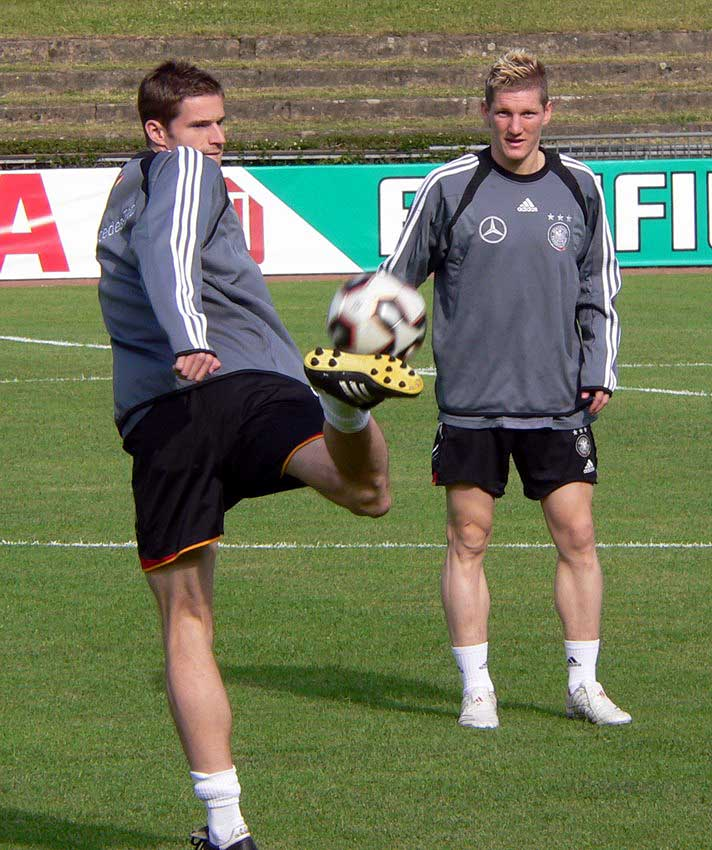
Friedrich (esquerda) com seu colega de seleção Bastian Schweinsteiger.

Em 2006 foi convocado para a sua primeira Copa do Mundo, e foi titular em todos os jogos, exceto o jogo da decisão do 3ª lugar, quando estava contundido.  
Na Eurocopa 2008, Friedrich começou como reserva, mas após a lesão de Marcell Jansen, conseguiu recuperar sua vaga no time titular. Foi titular no último jogo da fase de grupos, e nos três jogos da fase final (inclusive na decisão contra a Espanha).
Voltou a ser escalado como zagueiro na Copa do Mundo de 2010. Friedrich foi titular em todos os jogos ao lado de Per Mertesacker.
Seu primeiro gol pela seleção foi marcado na goleada de 4-0 sobre a Argentina, pelas quartas de final da Copa.